# Подкопаев, Юрий Александрович
Ю́рий Алекса́ндрович Подкопа́ев (род. 5 января 1972, Липецк, РСФСР, СССР) — российский тележурналист, ведущий информационных программ на телеканале «Звезда».

## Биография
Юрий Александрович Подкопаев родился 5 января 1972 года в Липецке. 
В 1987 году поступил в Московское суворовское военное училище. По окончании, продолжил военное образование во Львовском высшем военно-политическом училище на факультете «Журналистика». 
В 1992 году переведен в Москву, в Гуманитарную академию Вооруженных Сил РФ (Военный университет).

## Работа
В 1993 году получил распределение в Тульскую воздушно-десантную дивизию. Корреспондент газеты «За родину».
С марта 1995 года в составе сводного полка дивизии участвовал в контртеррористической операции на Северном Кавказе. Досрочно присвоено звание старший лейтенант.
С декабря 1995 года — корреспондент, специальный корреспондент ГТРК «Липецк».
В 1998 году — шеф-редактор программы «Новости» телеканала «СТВ-7» г. Липецк. Ведущий еженедельной итоговой информационной программы «Эпицентр» телеканала «СТВ-7» г. Липецк.
С 2007 по 2016 год — ведущий и специальный корреспондент службы информации телеканала «Звезда».
С 2011 года — ведущий программы «Служу России!» на телеканале «Звезда».  
С 6 июля 2014 года — ведущий итоговой информационной программы «Новости недели с Юрием Подкопаевым» на телеканале «Звезда».

## Документальные фильмы
- «Проверка боем» (2009 год) — автор и ведущий.
- «Школа полководцев» (2014)[4] — автор ведущий.
- «Мозг армии» (2015 год) — автор и ведущий.

## Награды
- Медаль «За укрепление боевого содружества» 2008 год
- Кортик советский морской офицерский наградной обр. 1945 год 2014 год
- Лауреат всероссийского конкурса прессы «МЕДИА-АС-2015», номинация «Главный калибр» 2015 год

## Личная жизнь
Женат. Супруга Марина Подкопаева.